# フィリップ・グラス
フィリップ・グラス（Philip Glass, 1937年1月31日 - ）は、アメリカ合衆国の作曲家。ミニマル・ミュージックの旗手として知られる。

## 略歴
メリーランド州ボルチモアのリトアニア系ユダヤ系一家に生まれ、子供のころからピーボディ音楽院でフルートを習う。15歳でシカゴ大学に入学。卒業後、ジュリアード音楽院に進み、主に鍵盤楽器を弾くようになる。卒業後、フランスでナディア・ブーランジェに師事し、ラヴィ・シャンカールとともに働いたのち、主に宗教的な動機から北インドへ旅行し、チベット難民と出会う。
1967年にアメリカに帰国。ニューヨークでタクシー運転手をしながらシャンカールとともに仕事をし、インド音楽の徹底して加算的なリズムに影響を受ける。これにより、以前のミヨーやコープランド風の構成を離れ、附加的なリズムとサミュエル・ベケットの影響を受けた時間構成に基づく簡素で禁欲的な作品を書きはじめる。ベケットの作品に対して、実験的演劇のための作品を書いている。
伝統的な演奏家と演奏会場に共感を見いださなくなったことから、「フィリップ・グラス・アンサンブル」を結成し、主に画廊で演奏活動を行うようになった。こうした画廊はミニマル・ミュージックと美術運動であるミニマル・アートが実際に出会う唯一の場所であった。なお、親交のある久石譲の発言によれば、グラスは自分の音楽をミニマル・ミュージックと思ったことは一度もないと話していたという。
1972年に仏教徒となり、ダライ・ラマ14世に面会した。チベット問題に強い関心を持ち、チベット難民を強力に支援している。
作品は禁欲的な構成から、次第に複雑なものになっていき、自身の見解ではまったくミニマル・ミュージックとはいえないものになっていった。こうした傾向は「12部からなる音楽」Music in Twelve Parts で頂点に達した。
1976年に三部作のオペラの第1作である「浜辺のアインシュタイン」Einstein on the Beach をロバート・ウィルソンとともに制作した。三部作はマハトマ・ガンディーの前半生とその南アフリカでの経験を描く「サチャグラハ（サティアグラハ）」 (Satyagraha)、アッカド語、タナフのヘブライ語、古代エジプト語および聴衆の言語による力強い歌唱とオーケストラが競演する「アクナーテン」（イクナートン、Akhnaten）へと続いていく。

## その他の活動
演劇作品への作曲には、自身も参加した1970年に結成された演劇集団マブー・マインズのために書いた作品が含まれる。デヴィッド・ボウイのアルバム『Low』および『Heroes』に収録されたインストルメント作品を自身の Low Symphony および Heroes Symphony でオーケストラ化している。またエイフェックス・ツインとも共同で仕事をしている。詩人アレン・ギンズバーグ生誕90周年を記念して行われた『THE POET SPEAKS ギンズバーグへのオマージュ』にてパティ・スミスと共演している。
また、多くの映画音楽を書いている。ゴッドフリー・レシオの実験的なドキュメンタリー映画であるカッツィ三部作『コヤニスカッツィ』Koyaanisqatsi、『ポワカッツィ』Powaqqatsi、『ナコイカッツィ』Naqoyqatsi、エロール・モリスの『時間の短い歴史』 A Short History of Time, (スティーヴン・ホーキングの『ホーキング、宇宙を語る』をもとにしている)、『キャンディマン』 Candyman （クライヴ・バーカー原作）また、マーティン・スコセッシの『クンドゥン』 Kundun 『めぐりあう時間たち』 The Hours がある。

## 作品
詳しくはフィリップ・グラスの楽曲一覧を参照。

### オペラ・舞台作品
- 浜辺のアインシュタイン（英語版）（1976年）
- ハイドロゲン・ジュークボックス（英語版）(1978年 - 1990年)
- サチャグラハ（英語版）（1980年、リブレットは「バガヴァッド・ギーター」を原作としている。）
- ザ・フォトグラファー(1982年、室内オペラ)
- アクナーテン（英語版）（1983年）
- 第８惑星の代表者の誕生（英語版）（1985年-1988年）
- 屋根の下の1000台の飛行機（英語版）(1988年、メロドラマ)
- オルフェ（英語版）(1993年、室内オペラ)
- 美女と野獣（英語版）(1994年)
- 三つ・四つ・五つの地帯の間での結婚（1997年）
- 流刑地にて（2000年、室内オペラ。カフカの同名の短編小説に基づく）
- パーフェクト・アメリカン (2013年)

### 交響曲
- 交響曲第1番 (1993年)
- 交響曲第2番 (1994年)
- 交響曲第3番 (1995年、弦楽合奏のための作品。)
- 交響曲第4番 (1997年)
- 交響曲第5番「レクイエム、詩人、顕現」 (2000年)
- 交響曲第6番「冥王星への頌歌」 (2001年)
- 交響曲第7番 (2005年)
- 交響曲第8番 (2005年)
- 交響曲第9番（英語版） (2011年)
- 交響曲第10番（英語版） (2012年)
- 交響曲第11番（英語版） (2017年)
- 交響曲第12番（英語版） (2019年)

### 協奏曲
- ヴァイオリン協奏曲第1番（英語版） (1987年)
- ヴァイオリン協奏曲第2番（英語版）「アメリカの四季」 (2009年)
- 2人のティンパニ奏者とオーケストラのための協奏的幻想曲（英語版） (2000)
- チェロ協奏曲第1番（英語版） (2001年)

### 室内楽
- グラスワークス(1982年)

#### 弦楽四重奏曲
- 弦楽四重奏曲第1番 (1966年)
- 弦楽四重奏曲第2番「カンパニー」（英語版）(1984年)
- 弦楽四重奏曲第3番「ミシマ」（1985年）
- 弦楽四重奏曲第4番「バツァック」（英語版）（1989年）
- 弦楽四重奏曲第5番（1991年）

### 映画音楽
- コヤニスカッツィ（1983年）
- ミシマ：4章からなる伝記（1984年）
- ポワカッツィ（1988年）
- マインドウォーク（1990年）
- 世界霊魂（1992年)
- キャンディマン（1992年）
- キャンディマン2（1995年）
- シークレット・エージェント（1996年）
- ベント/堕ちた饗宴（1997年）
- クンドゥン（1997年）
- トゥルーマン・ショー（1998年）
- 魔人ドラキュラ（1998年）[3]
- めぐりあう時間たち（2002年）
- ナコイカッツィ（2002年）
- フォッグ・オブ・ウォー マクナマラ元米国防長官の告白（2003年）
- シークレット ウインドウ（2004年）
- テイキング・ライブス（2004年）
- アンダートウ 決死の逃亡（2004年）
- 川を遡って：ジョン・ケリーの長い戦い（2004年）
- あるスキャンダルについての覚え書き（2006年）
- 幻影師アイゼンハイム（2006年）
- ウディ・アレンの夢と犯罪（2007年）
- 幸せのレシピ（2007年）
- エレナの惑い（2011年）
- 裁かれるは善人のみ（2014年）
- ファンタスティック・フォー（2015年）
- ジェーン（2017年）
- サムライマラソン（2019年）

### テレビ作品
- ザ・ループ TALES FROM THE LOOP（2020年）

### 歌曲
- ソングス・フロム・リキッド・デイズ

## 関連文献
- BBC での 1986年のインタビュー音声ファイル (.ram)
- フィリップ・グラスとトマス・ムーアとの対話
- フィリップ・グラソグラフィー